# Verzorgingsplaats Villoresi est
De Verzorgingsplaats Villoresi est is een verzorgingsplaats in Italië langs de A8 tussen Milaan en Lainate.
De verzorgingsplaats is in 1958 geopend als parkeerplaats voor het aan de overkant van de weg gelegen wegrestaurant Lainate Villoresi. De parkeerplaats bood de uit Milaan komende automobilisten op de Autostrada dei Laghi, de huidige A8 en A9, de mogelijkheid om, via een voetgangerstunnel onder de weg, het wegrestaurant te bezoeken. De verzorgingsplaats ligt, vanuit Milaan gezien, voor de splitsing van autostrada in twee takken zodat zowel de reizigers naar Como als die naar Varese het restaurant konden bezoeken.
In 1958 was de autostrada, net als de andere in het interbellum gebouwde autostrade, een driestrooksweg. In de loop der tijd is de weg omgebouwd tot een echte snelweg met gescheiden rijbanen, de parkeerplaats werd tevens voorzien van een tankstation.
In 2013 kreeg de verzorgingsplaats een eigen restaurant dat geheel "ecologisch verantwoord" werd gebouwd. Architect Giulio Ceppi ontwierp een gebouw in de vorm van een vulkaan. Hiermee realiseerde hij een koeling en verwarming door luchtstromen in het gebouw. Verder is het gebouw voorzien van een ondergronds koude-warmteopslagsysteem, waardoor overtollige warmte later gebruikt kan worden voor de verwarming van het gebouw.